# Beker van Ethiopië
De Beker van Ethiopië is het nationale voetbalbekertoernooi in Ethiopië, dat in 1945 van start ging. Het toernooi wordt georganiseerd door de Ethiopian Football Federation (EFF). Zoals de meeste bekercompetities wordt met het knock-outsysteem gespeeld.

## Finales
| Jaar | Winnaar             | Uitslag      | Finalist               |
| ---- | ------------------- | ------------ | ---------------------- |
| 1998 | Ethiopian Bunna     | 4-2 nv       | Saint-George SA        |
| 1999 | Saint-George SA     |              |                        |
| 2000 | Ethiopian Bunna     | 2-1          | Awassa Kenema          |
| 2001 | Mebrat Hail         | 2-1 nv       | Guna Trading FC Mekelé |
| 2002 | Medhin Addis Abeba  | 0-0 ns (6-3) | Mebrat Hail            |
| 2003 | Ethiopian Bunna     | 2-0          | Mebrat Hail            |
| 2004 | Bankoch Addis Abeba | 1-0          | Ethiopian Bunna        |
| 2005 | Awassa Kenema       | 2-2 ns       | Muger Cement           |

| Jaar | Winnaar         | Uitslag      | Finalist        |
| --- | --------------- | ------------ | --------------- |
| 2006 | Mekelakeya      | 1-0          | Ethiopian Bunna |
| 2007 | Harar Bira      |              |                 |
| 2008 | Ethiopian Bunna | 2-1          | Awassa Kenema   |
| In 2009 geen bekertoernooi in verband met wijziging seizoenindeling van januari-december naar juli-juni-competitie. |                 |              |                 |
| 2010 | Dedebit         | 1-0          | Saint-George SA |
| 2011 | Saint-George SA | 2-1          | Muger Cement    |
| In 2012 geen bekertoernooi gehouden.                                                                                |                 |              |                 |
| 2013 | Mekelakeya      | 0-0 ns (4-2) | Saint-George SA |

Algerije ·
Angola ·
Benin ·
Botswana ·
Burkina Faso ·
Burundi ·
Centraal-Afrikaanse Republiek ·
Comoren ·
Congo-Brazzaville ·
Congo-Kinshasa ·
Djibouti ·
Egypte ·
Equatoriaal-Guinea ·
Ethiopië ·
Gabon ·
Gambia ·
Ghana ·
Guinee ·
Guinee-Bissau ·
Ivoorkust ·
Kameroen ·
Kenia ·
Lesotho ·
Liberia ·
Libië ·
Madagaskar ·
Mali ·
Marokko ·
Mauritanië ·
Mauritius ·
Mozambique ·
Namibië ·
Niger ·
Nigeria ·
Oeganda ·
Réunion ·
Rwanda ·
Sao Tomé en Principe ·
Senegal ·
Seychellen ·
Sierra Leone ·
Soedan ·
Somalië ·
Swaziland ·
Tanzania ·
Togo ·
Tsjaad ·
Tunesië ·
Zambia ·
Zimbabwe ·
Zuid-Afrika